# Koalang
Koalang – akronim terminu KOjarzeniowo-ALuzyjny język (ang. LANGuage), termin użyty przez polskiego autora science-fiction Janusza A. Zajdla w dystopijnej powieści Paradyzja.
Paradyzja jest zamkniętym sztucznym światem, kontrolowanym przez totalitarny reżim za pomocą obowiązkowych identyfikatorów i wszechobecnych komputerów, śledzących zachowanie, a nawet mowę wszystkich obywateli. By oszukać system, ludzie zamieszkujący Paradyzję wykształcili specyficzny żargon, oparty na aluzjach i metaforach. Jako że system nadzorujący stale się doskonalił, także koalang był językiem żywym, ewoluującym. Dodatkowo Paradyzyjczycy stosowali inne tricki, mające zmylić system – np. rozmawiali spacerując na przemian do przodu i do tyłu.
Zajdel nawiązał tu w pewien sposób do nowomowy, opisanej w powieści Rok 1984 George'a Orwella. Oddał hołd Orwellowi (a także Aldousowi Huxleyowi), nazywając jednego z kluczowych bohaterów swojej powieści Nikor Orley Huxwell.
Użycie języka metaforycznego jako jedynego środka komunikowania się – przez co niezrozumiałego dla innych kultur – przedstawiono w odcinku serialu Star Trek: Następne pokolenie pt. Darmok.

## Przykłady
| Koalang | Tłumaczenie |
| --- | --- |
| Szary anioł przyśnił mi się nieostrożnie. | Funkcjonariusz służby porządkowej wlazł mi w nocy do pokoju, myśląc, że udało mu się mnie nie obudzić.                                                            |
| Przestrzeni skrawek pustką się wypełnił? | Zabrał coś? |
| Mimo przeszłości myszki w czasowniku rozprzestrzenionej od krańca po kraniec, kotara głosu mej dłoni nie tknięta, tęsknoty hieny pozostały przy niej. | Chociaż myszkował po całym pomieszczeniu, nie znalazł mojego tłumika do zagłuszania sygnału identyfikatora, ale pewnie drań nie zrezygnował i znów będzie szukał. |
| To, co przy dzbanku też się uczy. | Komputer podłączony do ukrytych mikrofonów ma zainstalowany algorytm samouczący.                                                                                  |

## Koalang w kulturze
W latach 80. XX wieku w czasopiśmie „Na Przełaj” istniała rubryka, w której publikowano teksty piosenek muzyki młodego pokolenia. Rubryka nazywała się „Koalang”, co miało sugerować by czytając teksty doszukiwać się ukrytych przed cenzurą znaczeń, tak jak w Paradyzji. Teksty były komentowane graficznie przez Krzysztofa Skain Maya.

## Koalang w internecie
Zjawisko językowe opisane przez Zajdla, niedługo po publikacji „Paradyzji” zaistniało w rzeczywistości.
Rozwój koalangu ma ścisły związek z rozwojem internetu, w którym łatwo można prześledzić występowanie tzw. słów kluczowych. Takie śledzenie ułatwia pracę m.in. organom ścigania; dlatego jednymi z pierwszych, którzy zaczęli stosować zabiegi „koalangowe”, byli hakerzy komputerowi. Przykładem może być ich slang, tzw. leet speak, w którym słowo „pornografia” jest zapisywane w niekonwencjonalnej formie „pr0n”.
W ślady hakerów poszli także internauci poszukujący w sieci nielegalnych plików m.in. audio i wideo, a także informacji o nielegalnych usługach. 31 października 2001 r. na grupie usenetowej pl.rec.telewizja ukazał się wpis: „Poprosze o smietanke do salaty... Musze ja podlac czyms swiezym – ta moja sie chyba zwarzyla”. Autor zwracał się w ten sposób o podanie kodów do pirackiego dekodera telewizji cyfrowej Canal+.
W XXI w. internetowy koalang najszybciej rozwija się w Chińskiej Republice Ludowej, bo władze tego kraju prowadzą najszerzej zakrojony na całym świecie program cenzurowania sieci (patrz: Projekt Złota Tarcza, Zielona Tama). By oszukać cenzorskie filtry, internauci stosują takie triki jak m.in. zapis homofoniczny w piśmie chińskim, akronimy układane z użyciem transkrypcji hanyu pinyin czy układ pisma od prawej do lewej lub kolumnach.
Wokół tego zjawiska powstała subkultura posługująca się własnym kodem kulturowym. Obejmuje on m.in. żartobliwe przeinaczanie terminów oficjalnej propagandy (np. słowo „harmonizacja” 和谐) jest zapisywane homofonem oznaczającym „rzecznego kraba” 河蟹). Innym przykładem może być tzw. koń trawiasto-błotny (草泥马), homofon przekleństwa, kierowanego pod adresem internetowych cenzorów. Powstają nawet piosenki o wojnie rzecznego kraba z koniem trawiasto-błotnym, będące aluzją do konfliktu cenzury z internautami.